# آبشار باهیا
آبشار باهیا (به انگلیسی: Bahia Falls) آبشاری است که در برزیل واقع شده و ارتفاع کلی ریزشگاه آن ۴ متر است.